# Augusto de Gregório
Augusto de Gregório (Paraíba do Sul, 6 de julho de 1907 – Rio de Janeiro, 20 de dezembro de 1993) foi um advogado e político brasileiro.
Filho de Paschal de Gregório Spina e de Georgina Ferreira de Gregório. Casou com Cleuza Henriqueta Godinho. Bacharel em 1931 pela Faculdade de Direito do Rio de Janeiro. Foi depois promotor público em Caratinga (Minas Gerais) e depois no Estado do Rio de Janeiro.
Nas eleições de outubro de 1954 foi eleito deputado federal pelo Rio de Janeiro pelo PTB. Reelegeu-se na eleições de outubro de 1958. Logo após o início da legislatura foi nomeado pelo governador Roberto Silveira (1959-1961) secretário da Fazenda do estado do Rio de Janeiro. Com a morte do governador Roberto Silveira em fevereiro de 1961, reassumiu o mandato parlamentar. Após a renúncia do presidente Jânio Quadros (25 de agosto de 1961), votou contra a edição da Emenda Constitucional n.º 4 à Constituição brasileira de 1961, que implantou o sistema parlamentar de governo como fórmula de viabilizar a posse do vice-presidente João Goulart. Foi reeleito em outubro de 1962. Após o movimento político-militar de 31 de março de 1964 que depôs o presidente João Goulart, com a extinção dos partidos políticos pelo Ato Institucional nº 2 e a posterior instauração do bipartidarismo, filiou-se ao Movimento Democrático Brasileiro (MDB).